# Dustin Johnson
Dustin Hunter Johnson (født 22. juni 1984 i Columbia, South Carolina, USA) er en amerikansk golfspiller, der (pr. oktober 2010) står noteret for fire PGA Tour-sejre gennem sin karriere. Hans bedste resultater i Major-turneringer er to 1. pladser, som han har opnået ved US Open i 2016 og ved Masters i 2020.
Johnson var i 2010 en del af det amerikanske hold ved Ryder Cuppen.

## PGA Tour-sejre
- 2008: Turning Stone Resort Championship
- 2009: AT&T Pebble Beach National Pro-Am
- 2010: AT&T Pebble Beach National Pro-Am
- 2010: BMW Championship